# Rónald González
Rónald Alfonso González Brenes (né le 8 août 1970 à San José au Costa Rica) est un footballeur international costaricien, qui évoluait au poste de défenseur, avant de devenir entraîneur.

## Biographie

### Carrière de joueur

#### Carrière en sélection
Avec l'équipe du Costa Rica, il joue 65 matchs (pour 5 buts inscrits) entre 1990 et 2000. Il figure notamment dans le groupe des sélectionnés lors de la coupe du monde de 1990. Lors du mondial, il est titulaire indiscutable et joue quatre matchs : contre l'Écosse, le Brésil, la Suède et enfin la Tchécoslovaquie.
Il participe également à la Gold Cup de 1991, ainsi qu'aux Copa América de 1997 et de 2001.
Il joue enfin la Coupe du monde des moins de 20 ans 1989 organisée en Arabie saoudite.

### Carrière d'entraîneur
Le 30 septembre 2019, il devient le sélectionneur de l'équipe du Costa Rica. Il succède à l'Uruguayen Gustavo Matosas (en). Son objectif est de qualifier les Ticos pour le Mondial 2022 organisé au Qatar. Il est démis de ses fonctions le 10 juin 2021.

## Palmarès
| CSD Comunicaciones - Championnat du Guatemala (1) : - Champion : 2012 (Ouverture). |  | Deportivo Saprissa - Championnat du Costa Rica (1) : - Champion : 2014 (Clôture). |